# Округ Делавер (Охајо)
Округ Делавер (енгл. Delaware County) је округ у америчкој савезној држави Охајо.

## Демографија
По попису из 2010. године број становника је 174.214, што је 64.225 (58,4%) становника више него 2000. године.
| Група             | 2000.           | 2010.           |
| Белци             | 102.943 (93,6%) | 153.969 (88,4%) |
| Афроамериканци    | 2.774 (2,5%)    | 5.837 (3,4%)    |
| Азијати           | 1.690 (1,5%)    | 7.436 (4,3%)    |
| Хиспаноамериканци | 1.109 (1,0%)    | 3.669 (2,1%)    |
| Укупно            | 109.989         | 174.214         |